# Центральний Бедфордшир

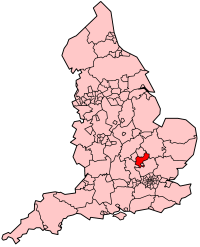
Унітарна одиниця на мапі Англії

Центральний Бе́дфордшир (англ. Central Bedfordshire) — унітарна одиниця у Східній Англії, в центрі церемоніального графства Бедфордшир. Населення — 233 661 людей. Площа — 715 км². Найбільші міста — Данстебл і Лейтон-Баззард. Адміністративний центр — село Чіксендс.

## Історія
Утворена в ході реформи місцевого самоврядування 1 квітня 2009 року шляхом злиття районів Середній Бедфордшир і Південний Бедфордшир неметропольного графства Бедфордшир.

## Географія
Центральний Бедфордшир знаходиться в західній частині регіону Східна Англія, у центрі церемоніального графства Бедфордшир і займає площу 715 км². Межує на північному сході з районами Південний Кембріджшир і Гантінгдонширі графства Кембриджшир, на південному сході з районами Північний Гартфордшир, Сіті-оф-Сент-Олбанс, Дакорум графства Гартфордшир та унітарною одиницею Лутон, на заході з районом Ейлсбері-Вейл і унітарною одиницею Мілтон-Кінз графства Бакінгемшир, на півночі з унітарною одиницею Бедфорд.